# Qerim Ujkani
Qerim Ujkani (ur. 1937 w Peciu, zm. 12 marca 2015 w Prisztinie) – jugosłowiański i kosowski poeta i tłumacz.

## Życiorys
Ukończył studia prawnicze na Uniwersytecie w Belgradzie. Pracował jako redaktor audycji literackich w rozgłośni radiowej w Prisztinie. W latach 90. był związany z działającą w Kosowie Albańską Partią Narodowo-Demokratyczną.
Jako poeta zadebiutował w 1963 tomikiem Hullinat. W swoim dorobku miał wiersze i poematy, a także utwory dla dzieci. Tłumacz literatury serbskiej. Zmarł 12 marca 2015, dzień później spoczął na cmentarzu miejskim w Prisztinie.

## Poezja
- 1963: Hullinat (Bruzdy)
- 1964: Perralla e votres (Baśń ogniska)
- 1967: Tingujt e vendlindjes (Głosy z ojczyzny)
- 1968: Deti ose poema shtetesuesme (Morze albo poemat niespokojny)
- 1969: Pagëzimet
- 1972: Antisonete (Antysonety)
- 1974: Pasthirrmë
- 1979: Lartesi toke (Wysokość ziemi)
- 1980: Gjaku im: Poezi nga Kosova (Moja krew: poezja z Kosowa)
- 1982: Hije e këputur
- 1983: Dielli që po e krijoj
- 1986: Përballë erërave
- 1997: Kthimi i ushtarit në shtëpi
- 1997: Mesjetarë të përjetshëm: 89 poezi
- 2009: Elegji mëngjesore
- 2011: Qyteti i zi (Czarne miasto)

## Tłumaczenia polskie
- Kosowo, Literatura na świecie 1989/7.
- Wędrowiec, Zielnik, Kosowo, Powrót do Kruji, Moja krew, [w:] Nie jest za późno na miłość. Antologia poezji albańskiej XX wieku, tłum. Mazllum Saneja, Sejny 2005, ISBN 83-86872-68-3.